# Alice Borchardt
Alice Allen O’Brien Borchardt (* 6. Oktober 1939 in New Orleans; † 24. Juli 2007 in Houston) war eine US-amerikanische Schriftstellerin, bekannt für ihre Fantasy-Romane mit historischem Hintergrund.
Alice Borchardt wurde in New Orleans geboren. Sie wuchs als älteste von vier Töchtern von Howard und Katherine Borchardt, darunter die Schriftstellerin Anne Rice, auf.
Borchardt machte eine Ausbildung zur Krankenschwester und arbeitete bis 1998 in diesem Beruf. Anfang der 1990er begann sie mit der Arbeit an ihrem ersten Roman. Devoted (dt. Die Mauern von Chantalon) erschien 1995 und spielt wie sein Nachfolger Beguiled im Frankreich des 10. Jahrhunderts. Außerdem verfasste sie eine Werwolf-Trilogie sowie zwei Folgebände über die Königin Guinevere aus der Artussage.
Alice Borchardt war verheiratet und lebte in Houston. Sie starb am 24. Juli 2007 im Alter von 67 Jahren an Krebs.

## Werke
Devoted
- Devoted, 1995 (Die Mauern von Chantalon, Lübbe 1995, ISBN 3-7857-0881-5)
- Beguiled, 1996 (Die Königin der Wälder, Lübbe 1999, ISBN 3-7857-0993-5)

Legends of the Wolves
- The Silver Wolf,  1998 (Die Silberwölfin, Goldmann 2000, ISBN 3-442-35286-X)
- Night of the Wolf, 1999 (Die Stunde der Wölfin, Goldmann 2001, ISBN 3-442-35360-2)
- The Wolf King, 2001 (Der Gesang der Wölfin, Goldmann 2001, ISBN 3-442-35469-2)

Tales of Guinevere
- The Dragon Queen, 2001
- The Raven Warrior, 2003